# Герб Трускавця
Герб Трускавця́ — офіційний символ міста обласного значення Трускавець, Львівська область, Україна.

## Опис
На сучасному гербі міста Трускавця зображено білу гуску з піднятими догори крилами і галузкою у дзьобі. Гуска як символ пильності, готовності захищатися, ознака добробуту. Щит обрамований декоративним картушем. Позащитові елементи — два «символи джерел» над кінцями рушника. Рушник із надписом: «Трускавець». В основу герба покладено давню сільську печатку, датовану кінцем XVIII ст.

## Історія

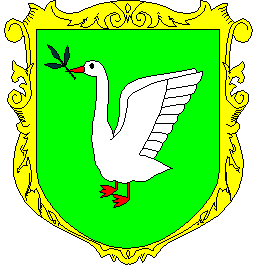
Попередній герб Трускавця, затверджений 21 квітня 1992 р.

Перша відома печатка поселення Трускавець фігурує у документах за 1788 рік. На ній зображена гуска з піднятими крилами — що тримає в дзьобі галузку. Такий же символ використовувався на печатках Трускавця і пізніше, про що свідчать архівні матеріали за 1858—1875 роки.
Радянський герб Трускавця був затверджений 25 грудня 1970 року рішенням XIII сесії міської ради XII скликання. Автор проекту — Михайло Дмитрович Марфіян. Опис радянського герба:
|  | Зелене поле розтяте. У першій половині — золота керамічна посудина з прикарпатським орнаментом, з якої ллється лазурова мінеральна вода. У другій частині - золота половина сонця з чашею, оповитою змією. Лазурова глава обтяжена золотими серпом і молотом і чорною назвою міста українською мовою. |

Із Проголошенням незалежності України у 1991 був прийнятий новий герб міста Трускавця, що був затверджений 21 квітня 1992 року на сесії Трускавецької міської ради.
Автори — А. Гречило, І. Сварник та Б. Кравець.
Сучасний герб Трускавця був перезатверджений депутатами міської ради 5-го демократичного скликання (2006—2011 pp.) на позачерговій 8 сесії, рішенням від 30 березня 2007 року № 138: «Про виконання рішення міської ради № 625 від 02.02.2006 року „про герб міста Трускавця“.» У гербі додано срібну міську корону, стрічку з назвою міста та символічні зображення мінеральних джерел обабіч щита.
Автор — Андрій Гречило.